# Tribes of Midgard
Tribes of Midgard est un jeu vidéo d'action-aventure développé par Norsfell et édité par Gearbox Software, sorti le 27 juillet 2021 sur Microsoft Windows, PlayStation 4 et PlayStation 5.

## Système de jeu
Tribes of Midgard est un jeu d'action-aventure. L'accent est mis sur la survie en coopération (jusqu'à 10 joueurs), même si une partie est jouable seul,. Le joueur peut ramasser des ressources sur la carte afin de fabriquer par exemple, des armes pour se défendre des ennemis.

## Développement
Tribes of Midgard est développé par le jeune studio Norsfell, basé à Montréal au Canada. Il est cofondé en 2013 par Benjamin Jouan, Arnaud Contri, Régis Cajet et Julian Maroda, lequel endosse également la fonction de président-directeur général. Tribes of Midgard est le projet inaugural du studio qui se compose de 14 personnes.
Une bêta du jeu est lancé gratuitement sur Steam courant 2019.
Gearbox Software devient l'éditeur du jeu et l'annonce officiellement durant une conférence en juin 2020.